# العلاقات التشيكية النرويجية
العلاقات التشيكية النرويجية هي العلاقات الثنائية التي تجمع بين التشيك والنرويج.

## مقارنة بين البلدين
هذه مقارنة عامة ومرجعية للدولتين:
| وجه المقارنة                                              | التشيك                                                                            | النرويج                                                   |
| --------------------------------------------------------- | --------------------------------------------------------------------------------- | --------------------------------------------------------- |
| المساحة (كم2)                                             | 78.87 ألف                                                                         | 385.21 ألف                                                |
| عدد السكان (نسمة)                                         | 10.52 مليون                                                                       | 5.33 مليون                                                |
| الكثافة السكانية (ن./كم²)                                 | 133.38                                                                            | 13.84                                                     |
| العاصمة                                                   | براغ                                                                              | أوسلو                                                     |
| اللغة الرسمية                                             | اللغة التشيكية                                                                    | بوكمول، لغات السامي، نينوشك، اللغة النرويجية              |
| العملة                                                    | كرونة تشيكية، كرونة تشيكوسلوفاكية                                                 | كرونة نروجية                                              |
| الناتج المحلي الإجمالي (بليون دولار)                      | 215.73 مليار                                                                      | 398.83 مليار                                              |
| الناتج المحلي الإجمالي (تعادل القوة الشرائية) بليون دولار | 356.15 مليار                                                                      | 322.23 مليار                                              |
| الناتج المحلي الإجمالي الاسمي للفرد دولار أمريكي          | 17.55 ألف                                                                         | 74.40 ألف                                                 |
| الناتج المحلي الإجمالي للفرد دولار أمريكي                 | 31.19 ألف                                                                         | 65.61 ألف                                                 |
| مؤشر التنمية البشرية                                      | 0.878                                                                             | 0.944                                                     |
| رمز المكالمات الدولي                                      | +420                                                                              | +47                                                       |
| رمز الإنترنت                                              | .cz                                                                               | .no                                                       |
| المنطقة الزمنية                                           | ت ع م+01:00، ت ع م+02:00، توقيت وسط أوروبا، توقيت وسط أوروبا الصيفي، أوروبا/براغ ‏ | ت ع م+01:00، ت ع م+02:00، توقيت وسط أوروبا، أوروبا/أوسلو ‏ |

## منظمات دولية مشتركة
يشترك البلدان في عضوية مجموعة من المنظمات الدولية، منها:
| علم المنظمة | اسم المنظمة                               | تاريخ انضمام التشيك | تاريخ انضمام النرويج |
| ----------- | ----------------------------------------- | ------------------- | -------------------- |
|             | المنظمة الأوروبية لسلامة الملاحة الجوية   | 1996                | 1994                 |
|             | منظمة الشرطة الجنائية الدولية             | ?                   | ?                    |
|             | الاتحاد البريدي العالمي                   | ?                   | ?                    |
|             | مركز تنسيق الحركة في أوروبا ‏              | ?                   | ?                    |
|             | حلف شمال الأطلسي                          | 12 مارس 1999        | 4 أبريل 1949         |
|             | منظمة التجارة العالمية                    | ?                   | 1995                 |
|             | منظمة التعاون الاقتصادي والتنمية          | ?                   | ?                    |
|             | الفريق المعني برصد الأرض                  | ?                   | ?                    |
|             | مجموعة الموردين النوويين                  | ?                   | ?                    |
|             | مؤسسة التنمية الدولية                     | 1993                | 24 سبتمبر 1960       |
|             | اتفاقية السماوات المفتوحة                 | ?                   | ?                    |
|             | منظمة الأمن والتعاون في أوروبا            | 1993                | 25 يونيو 1973        |
|             | الوكالة الدولية للطاقة                    | ?                   | ?                    |
|             | مجلس أوروبا                               | ?                   | 5 مايو 1949          |
|             | مؤسسة التمويل الدولية                     | 1993                | 20 يوليو 1956        |
|             | منظمة حظر الأسلحة الكيميائية              | ?                   | ?                    |
|             | الأمم المتحدة                             | 19 يناير 1993       | 27 نوفمبر 1945       |
|             | الاتحاد الدولي للاتصالات                  | 1993                | 1866                 |
|             | البنك الدولي للإنشاء والتعمير             | 1993                | 27 ديسمبر 1945       |
|             | مجموعة أستراليا                           | 1994                | 1986                 |
|             | المركز الدولي لتسوية المنازعات الاستشارية | 22 أبريل 1993       | 15 سبتمبر 1967       |
|             | وكالة الفضاء الأوروبية                    | ?                   | 30 ديسمبر 1986       |
|             | وكالة ضمان الاستثمار متعدد الأطراف        | 1993                | 9 أغسطس 1989         |
|             | نظام تحكم تكنولوجيا القذائف               | 1998                | 1990                 |
|             | يونسكو                                    | 22 فبراير 1993      | 4 نوفمبر 1946        |

## أعلام
هذه قائمة لبعض الشخصيات التي تربطها علاقات بالبلدين:
- فيكتور غولدشميت (27 يناير 1888[25][26][27] – 20 مارس 1947[25])

## وصلات خارجية
- موقع وزارة الخارجية التشيكية
- موقع وزارة الخارجية النرويجية